# 蕗沢忠枝
蕗沢 忠枝（ふきざわ ただえ、女性、1912年9月4日 - 2001年）は、日本の翻訳家。
千葉県夷隅郡大多喜町出身。1935年東京女子大学英文科卒業。武蔵野音楽学校講師を経て内務省勤務。推理小説、児童文学など英語文学を翻訳した。日本翻訳家協会理事（1965年、1966年時点）。「マガーク少年探偵団シリーズ」 で日本翻訳出版文化賞を受賞している。
旧姓は川崎 忠枝。東京高等工業学校附設工業教員養成所（応用化学科）出身で、のちに英文学翻訳家で日本大学芸術学部講師となった蕗沢紀志夫（）（旧名：蕗沢喜芳（）、1981年没）は、忠枝の夫にあたる。

## 翻訳
- 『家族』（ニイナ・フェドロヴァ（英語版）、モダン日本社） 1941年
- 『我が泰国の日』（クミュー・チャンドラン（フランス語版）、モダン日本社） 1941年
- 『フランクリンの手紙』（ベンジャミン・フランクリン、モダン日本社） 1942年、のち岩波文庫、復刊 2017年
- 『ショパンの芸術と生涯』（フランツ・リスト、モダン日本社） 1942年
- 『黄金虫』（エドガー・A・ポー、太虚堂書房） 1947年
- 『女相続人』 （ヘンリー・ジェームス、角川文庫） 1950年
- 『女狐』（メアリ・ウエッブ（英語版）、ダヴィッド社） 1951年 - 1952年
- 『黒水仙』（ルーマー・ゴッデン、月曜書房） 1951年
- 『夢の宮廷』（マーク・トウェーン、岡倉書房） 1951年
- 『青春の秘密』（D・H・クラーク（英語版）、名曲堂） 1951年
- 『西部戦線異状なし』（エリッヒ・マリヤ・レマルク、共和出版社） 1952年
- 『文化果つるところ』上・下（ジョゼフ・コンラッド、角川文庫） 1953年、のち復刊 1989年
- 『ジェームス・ケイン選集』第1、2、4、5巻（ジェームス・ケイン、日本出版協同） 1954年
- 『必死の逃亡者』（ジヨセフ・ヘイズ（英語版）、早川書房） 1955年
- 『恋を覗く少年』（L・P・ハートレイ（英語版）、新潮社） 1955年
- 『誇りと冒涜』（ルシイ・H・クロケット（英語版）、早川書房） 1956年
- 『カレッジ・ロマンス』（M・ハーモン（英語版）、新潮社） 1958年
- 『白帆はまねく』（M・E・ベル（wikidata）、新潮社） 1958年
- 『緑の館』（W・H・ハドスン、新潮文庫） 1959年
- 『愛は永遠に リンカーン夫人伝』（アーヴィング・ストーン、新潮社） 1959年
- 『許されざる者』（アラン・ルメイ（英語版）、新潮社） 1960年
- 『オリエント急行の殺人』（アガサ・クリスティ、新潮文庫） 1960年
- 『オランダ靴の秘密』（エラリー・クィーン、新潮文庫） 1961年
- 『長生きの秘訣』（ジョージ・ギャラップ,エヴァン・ヒル（英語版）、新潮社） 1961年
- 『殺人保険』（ジェームス・ケイン、新潮文庫） 1962年
- 『ねじの回転』（ヘンリー・ジェイムズ、新潮文庫） 1962年
- 『ロード・ジム』上・下（ジョゼフ・コンラッド、新潮文庫） 1965年
- 『干し草山の恋、狐』 （D・H・ロレンス、新潮社、新潮世界文学 ロレンス） 1970年
- 『黒ギツネと少年』 （B・バイヤース（英語版）、あかね書房） 1975年
- 「マガーク少年探偵団」（E・W・ヒルディック（英語版）、あかね書房）
  1. 『こちらマガーク探偵団』 1977年
  2. 『あのネコは犯人か?』 1977年
  3. 『消えた新聞少年』 1978年
  4. 『あやうしマガーク探偵団』 1978年
  5. 『スーパースターをすくえ』 1978年
  6. 『見えない犬のなぞ』 1979年
  7. 『あやしい手紙』 1979年
  8. 『まぼろしのカエル』 1979年
  9. 『木の上のたからもの』 1980年
  10. 『雪の中のスパイ』 1981年
  11. 『銀行強盗をつかまえろ』 1982年
  12. 『マガーク対魔女』 1983年
  13. 『ぬすまれた宝石のなぞ』 1984年
  14. 『悪魔vsマガーク+数学の天才』 1985年
  15. 『ミイラのつぶやき』 1987年
  16. 『オウムどろぼう事件』 1990年
  17. 『作戦名はマガークザウルス』 1995年
- 『暗闇にうかぶ顔』（J・エイケン、あかね書房） 1981年
- 『ふしぎの国のアリス』（ルイス・キャロル、ポプラ社文庫） 1982年
- 『ゴルフ場殺人事件』（クリスティ、新潮文庫） 1984年
- 『七つの時計殺人事件 』（クリスティ、新潮文庫） 1986年
- 『メソポタミア殺人事件 』（クリスティ、新潮文庫） 1986年
- 『若草物語』（オルコット、ポプラ社） 1987年
- 『小公子』（バーネット、ポプラ社文庫） 1987年
- 『青い鳥』（メーテルリンク、ポプラ社） 1988年
- 『謎のエヴァンズ殺人事件』（クリスティ、新潮文庫） 1989年
- 『エッジウェア卿殺人事件』（クリスティ、新潮文庫） 1990年
- 『続若草物語』（オルコット、ポプラ社文庫） 1992年
- 『第3若草物語』（オルコット、ポプラ社文庫） 1993年